# 直溪镇
直溪镇，是中华人民共和国江苏省常州市金坛下辖的一个乡镇级行政单位。

## 行政区划
直溪镇下辖以下地区：
镇南社区、镇北社区、兴建社区、坞家村、直里村、直溪村、邓慕村、汀湘村、西溪村、新亭村、王甲村、溪滨村、巨村、建昌村、天湖村、杨家舍村、迪庄村、井庄村、新河村、蔡甲村、吕坵村、下蔡村和养殖场村。